# بخش بلو ارث سیتی، شهرستان فاریبوت، مینه سوتا
بخش بلو ارث سیتی (به انگلیسی: Blue Earth City Township) یک منطقهٔ مسکونی در ایالات متحده آمریکا است که در شهرستان فریبلت، مینه‌سوتا واقع شده‌است.
 بخش بلو ارث سیتی ۸۵٫۳ کیلومتر مربع مساحت و ۴۵۴ نفر جمعیت دارد و ۳۳۳ متر بالاتر از سطح دریا واقع شده‌است.